# فقارة تمنطيط
تعتبر تمنطيط من أقدم الواحات باٍقليم توات الجزائري ولهذا فدراسة تاريخ الفقارة في هذه المنطقة يعتمد على دراسة تاريخها في تمنطيط:
- يشير بعض المؤرخين أمثال أشيلي" "J.cechalie وقوتي "E.f.gaitier " إلى أن اليهود ؛ هم أول من أدخل نظام الفقارة إلى تمنطيط عندما استوطنوها في القرن الرابع قـ ،هـ(1).
- بينما يرجع القاضي سيدي محمد بن عبد الكريم البكراوي نشأة الفقارة للقبائل الزناتية التي استوطنت المنطقة في القرن الرابع هجري.
- ولصاحب القول البسيط وجهة نظرا مختلفة فبرأيه الأقباط المصريين الذين اغتادوا المنطقة في وقت مبكر؛ هم أصحاب نشأة أول فقارة وكان أسمها هنو، وعلى الرغم من انعدام الأدلة التاريخية التي تفصل في الأمر إلا أنه من المرجح أن يكون رأي صاحب القول البسيط هو الأصوب ففقارة هنو، مهندسة بطريقة فنية رائعة بحيث تنساب مياهها تحت مساكن قصر تايلوت وأولاد اهمالي من الجنوب لتتجه شمالا صوب الواحات ، وهي تقنية مماثلة لتلك التي كانت موجودة في قصر الفرعون في مصر وهو ما أشار أليه القرآن الكريم قال تعالى: أليس لي ملك مصر وهذه الأنهار تجري من تحتي هذا من جهة، ومن جهة أخرى وبخلاف الفقارات الموجودة في تمنطيط ؛ ففقارة هنو لا يعرف منبع مياهها وحتى طريقة توزيع المياه فيها، مما يدل على أنها الأولى و الفقارات الأخرى كانت اقتباسا عليها وقد وجدنا في بعض الكتب التي تتحدث على الديانة المصرية القديمة ؛ بأن هنو هو اسم آلهة مصرية كانت عبادتها منتشرة بين المصريين قبل الميلاد، هذا ومن المحتمل أن تكون القبائل الزناتية هي المسؤولة ليس عن نشأة الفقارة وإنما عن تطورها والأستزادة منها لأن بعض الفقارات تحمل مسميات بربرية ، كأرمول ، مزز، تكرزيت ، التغجم ،قنباز، تزيقر، وتبقى فرضية اليهود هي الأضعف فالأدلة التاريخية تؤكد على أن يهود تمنطيط برعوا في قطاعي التجارة والصناعة وهيمنوا عليهما بشكل كبيرا وكان هذا هو سبب مزاحمة المغيلي لهم وأخراجهم من تمنطيط ، أما الزراعة فلم يكن لهم باع كبير فيها، ثم لو كانوا هم المسؤولون عن هندسة الفقارات فلما لا توجد ولو فقارة واحدة في تمنطيط تحمل أسما أو إشارة يهودية.

هندستها وآلية عملها
الفقارة هي عبارة عن سلسلة من الآبار مرتبطة ببعضها البعض تعرف محليا بالكراع ، تبعد كل واحدة عن الأخرى مسافة عشرة أمتار،أخذت شكل منحدر باتجاه الواحات ، وعند اقتراب المياه من الواحات تمر بآبار قريبة من السطح تدعى أغوسرو ومنها يتدفق الماء ليصل أخيرا إلى القسري ، وعلى حافته توجد العيون وهي الوحدات المستعملة لصرف المياه من القسري باتجاه البساتين، بعدما يحدد نصيب كل عين بدقة متناهية من طرف الكيال وهو الخبير بأسرار وحسابات مياه الفقارة، ويعتمد في تحديد نصيب كل عين على حجم مساهمة صاحب العين في الفقارة ؛ أي أن نصيب الماء يحدد بحسب عدد الأسهم ، فكلما كان عدد الأسهم كبيرا كلما كان النصيب من المياه أكثر والعكس صحيح، والقياس يكون باستخدام الحلافة وحدة القياس هي الحبة وتكون مجزأة إلى أربعة وعشرون قيراط والقيراط إلى أربعة وعشرون قيراط من القيراط ، فمثلا إذا كان نصيب الشخص أثنا عشرقيراط من القيراط فنصيبه يساوي 1/2 قراط ، وإذا كان له أربع قراريط من القراط فهو يملك 1/6 قراط فالتقسيم كان بشكل تنازلي من أكبر وحدة وهي الحبة إلى أصغر وحدة وهي قيراط من القيراط . 
بعد الانتهاء من توزيع حصص المياه تحفظ الحسابات في الزمام، وهو السجل الخاص بتقييد عمليات التوزيع والكيل، وبخلاف الفقارات المتبقية ؛ فإن مياه فقارة هنو توزع وفقا لعدد أيام الأسبوع ، فبعد إحصاء عدد المساهمين يوضع جدول زمني يحدد فيه يوم ووقت استفادة كل مساهم ؛ فمثلا يوم السبت يخصص لقبائل أولاد باعمر ، أولاد بابكر ، أولاد باعثمان ، آت صالح ، بحيث تبدأ وقت استفادة قبائل أولاد باعمرمن مياه الفقارة من وقت آذن الفجر حتى الضحى ،وأولاد بابكر من الضحى حتى الظهر ، ثم أولاد باعثمان من الظهر حتى المغرب وآت الصالح من المغرب حتى الفجر، وتحديد مدة الاستفادة يكون دائما مرتبط بحجم المساهمة .
بعد الرحلة الطويلة يصل الماء أخيرا إلى البستان عبر الساقية ليستقر في الماجن، وهي حوض طيني تجتمع فيه المياه الآتية من الفقارة، وعند امتلائها يفرغها صاحب البستان لتبدأ المياه رحلة جديدة ولكن هده المرة إلى المساحات المزروعة ، وأول خطوة يقوم بها البستاني هي نزع الصمامة ليبدأ الماء بالتدفق عبر الابادو إلى المطرق الذي يحتوي على عدد من القمون على أن تسقى كل وحدة على حدا ،فكلما أرتوت قمونة سد فاه بالتراب لينصرف المياه ودائما عبر أبدوا عبر الابادوإلى التي تليها ،وبهذه الطريقة الهندسية الرائعة ، كانت تسقى واحات النخيل في تمنطيط.